# Johannes Bernardus Lichtenberg
Johannes Bernardus Lichtenberg (Maastricht, 1 mei 1862 – Roermond, 5 december 1932) was een Nederlands dirigent.

## Levensloop
Lichtenberg kreeg een muzikale opleiding en vond werk bij de Gelderse Credietvereniging in Roermond. Verder was hij onderkapelmeester bij het Militaire muziekkorps van de Huzaren te paard, die in Roermond in de kazerne gestationeerd waren. Van 1912 tot 1921 was hij dirigent van het Harmonieorkest "L'Union" Heythuysen, de Fanfare Kapel in 't Zand Roermond en de Harmonie Kunst na Arbeid te Belfeld.